# Garrigues de Lançon et Chaînes alentour
Garrigues de Lançon et Chaînes alentour este o arie protejată (arie de protecție specială avifaunistică — SPA) din Franța întinsă pe o suprafață de 27.411 ha, integral pe uscat.

## Localizare
Centrul sitului Garrigues de Lançon et Chaînes alentour este situat la coordonatele 43°36′45″N 5°13′01″E / 43.6125°N 5.21694°E.

## Înființare
Situl Garrigues de Lançon et Chaînes alentour a fost declarat arie de protecție specială avifaunistică în baza directivei 79/409 din 1979 referitoare la conservarea păsărilor sălbatice pentru a proteja 47 de specii de animale.

## Biodiversitate
Situată în ecoregiunea mediteraneană, aria protejată nu include niciun habitat protejat.
La baza desemnării sitului se află mai multe specii protejate de  păsări (47): fluierar de munte (Actitis hypoleucos), pescăruș albastru (Alcedo atthis), rață mare (Anas platyrhynchos), fâsă-de-câmp (Anthus campestris), acvilă de munte (Aquila chrysaetos), stârc cenușiu (Ardea cinerea), stârc roșu (Ardea purpurea), buha (Bubo bubo), Bubulcus ibis, pasărea ogorului (Burhinus oedicnemus), caprimulg (Caprimulgus europaeus), șerpar (Circaetus gallicus), erete de stuf (Circus aeruginosus), erete vânăt (Circus cyaneus), erete cenușiu (Circus pygargus), dumbrăveancă (Coracias garrulus), lebădă de vară (Cygnus olor), ciocănitoare neagră (Dryocopus martius), egretă mică (Egretta garzetta), presură de grădină (Emberiza hortulana), Falco eleonorae, Falco naumanni, șoim călător (Falco peregrinus), vânturel de seară (Falco vespertinus), găinușă de baltă (Gallinula chloropus), Hieraaetus fasciatus, sfrâncioc roșiatic (Lanius collurio), pescăruș-cu-cap-negru (Larus melanocephalus), Larus michahellis, pescăruș râzător (Larus ridibundus), ciocârlie de pădure (Lullula arborea), gaia neagră (Milvus migrans), gaia roșie (Milvus milvus), vultur egiptean (Neophron percnopterus), stârc de noapte (Nycticorax nycticorax), vultur pescar (Pandion haliaetus), viespar (Pernis apivorus), cormoran mare (Phalacrocorax carbo), corcodel mare (Podiceps cristatus), corcodel-cu-gât-negru (Podiceps nigricollis), Pyrrhocorax pyrrhocorax, cristei de baltă (Rallus aquaticus), silvie de tufiș (Sylvia undata), călifar alb (Tadorna tadorna), spârcaci (Tetrax tetrax), fluierarul de zăvoi (Tringa ochropus), nagâț (Vanellus vanellus).
Pe lângă speciile protejate, pe teritoriul sitului au mai fost identificate 27 de specii de păsări.